# 김미월
김미월(1977년 ~ )은 대한민국 소설가다. 강원도 강릉에서 태어나 고려대학교 언어학과, 서울예술대학 문예창작과를 졸업했다.
2004년 단편소설 《정원에 길을 묻다》로 세계일보 신춘문예에 당선되었다. 2007년에는 사회와 단절된 개인의 고독을 다룬 첫 소설집 《서울 동굴 가이드》로 동인문학상 수상작 최종 후보에 오른 최연소 작가가 되었다. 이 작품을 놓고 심사위원들은 “2000년 이후 젊은이들에게 퍼지고 있는 독신자 문화를 자기만의 감수성으로 다양한 작품들 속에 녹여낸 작가”라고 평했다.
2010년에 출간된 장편 《여덟번째 방》에서 현대를 살아가는 청춘의 성장과 좌절을 ′방′이라는 공간의 문제를 중심으로 재미있고 따뜻하게 그려냈다.
문학동네가 주관한 2010년 제1회 젊은 작가상, 2011년 제29회 신동엽창작상을 받았다.

## 소설
- 김미월 (2007). 《서울동굴가이드》. 문학과지성사. ISBN 8932017832.
- 김미월 (2007). 《젊은소설(2007)》. 문학나무. ISBN 8992308035.
- 김미월 (2010). 《여덟번째방》. 민음사. ISBN 8937483025.
- 김미월 외 (2011). 《일곱 가지 색깔 로 내리는 비》. 열림원. ISBN 8970636765.
- 김미월 (2011). 《아무도 펼쳐보지 않는 책》. 창비. ISBN 8936437216.